# Gastón Olveira
Gastón Olveira, vollständiger Name Gastón Hernán Olveira Echeverría, (* 21. April 1993 in Montevideo) ist ein uruguayischer Fußballspieler.

## Karriere

### Verein
Der 1,91 Meter große Torhüter steht mindestens seit der Spielzeit 2013/14 im Erstligakader des in Montevideo angesiedelten uruguayischen Klubs River Plate Montevideo. In jener Saison belegte er mit seinem Verein den 3. Platz der Jahresgesamttabelle. Olveira trug dazu mit einem Einsatz in der Primera División bei. In der Saison 2014/15 wurde er 15-mal eingesetzt. In der Spielzeit 2015/16 absolvierte er weitere zwölf Erstligaspiele (kein Tor). Während der Saison 2016 folgten sieben weitere Erstligaeinsätze.

### Nationalmannschaft
Olveira kann keine Länderspieleinsätze in den verschiedenen Altersklassen der Juniorenauswahlen aufweisen. Am 19. Mai 2015 wurde er von Trainer Fabián Coito zunächst für den vorläufigen Kader der U-22 bei den Panamerikanischen Spielen 2015 in Toronto nominiert. Schließlich gehörte er auch dem endgültigen Aufgebot an und gewann das Turnier mit der Celeste.

### Erfolge
- Goldmedaille Panamerikanische Spiele 2015